# Zapasy na Letnich Igrzyskach Olimpijskich 2000 – kategoria do 69 kg w stylu wolnym
Zmagania mężczyzn do 69 kg to jedna z ośmiu męskich konkurencji w zapasach w stylu wolnym rozgrywanych podczas Letnich Igrzysk Olimpijskich 2000. Pojedynki w tej kategorii wagowej odbyły się w dniach 29 września – 1 października.

## Klasyfikacja[1]
| Pozycja | Nazwisko             | Kraj              |
| ------- | -------------------- | ----------------- |
| 1       | Daniel Igali         | Kanada            |
| 2       | Arsen Gitinow        | Rosja             |
| 3       | Lincoln McIlravy     | Stany Zjednoczone |
| 4       | Siarhiej Dziemczanka | Białoruś          |
| 5       | Yosvany Sánchez      | Kuba              |
| 6       | Ivan Diaconu         | Mołdawia          |
| 7       | Arajik Geworkian     | Armenia           |
| 8       | Ałmaz Askarow        | Kirgistan         |
| 9       | Yüksel Şanlı         | Turcja            |
| 10      | Amir Tawakkolijan    | Iran              |
| 11      | Zaza Zazirow         | Ukraina           |
| 12      | Takahiro Wada        | Japonia           |
| 13      | Cameron Johnston     | Australia         |
| 14      | Edison Hurtado       | Kolumbia          |
| 15      | Petyr Kasabow        | Bułgaria          |
| 16      | Nikolaos Loizidis    | Grecja            |
| 17      | Emzar Bedineishvili  | Gruzja            |
| 18      | Mariusz Dąbrowski    | Polska            |
| 19      | Rusłan Wielijew      | Kazachstan        |
| 20      | Ibo Oziti            | Nigeria           |

## Zasady[2]
- PP — Na punkty (Pokonany zdobył punkty)
- PO — Na punkty (Pokonany bez punktów)
- ST — Przewaga (10 punktów różnicy, pokonany bez punktów)
- SP — Przewaga (10 punktów różnicy, pokonany zdobył punkty)
- PA — Kontuzja

## Wyniki[3]

### Rundy eliminacyjne

#### Grupa 1
| Zawodnik            | W | P | Punkty | Punkty techniczne |
| ------------------- | - | - | ------ | ----------------- |
| Daniel Igali        | 2 | 0 | 6      | 5                 |
| Amir Tawakkolijan   | 1 | 1 | 4      | 7                 |
| Emzar Bedineishvili | 0 | 2 | 1      | 4                 |

|                     |                     | Punkty | Punkty techniczne |
| ------------------- | ------------------- | ------ | ----------------- |
| Emzar Bedineishvili | Amir Tawakkolijan   | 1-3 PP | 4-5               |
| Daniel Igali        | Emzar Bedineishvili | 3-0 PO | 3-0               |
| Amir Tawakkolijan   | Daniel Igali        | 1-3 PP | 2-2               |

#### Grupa 2
| Zawodnik          | W | P | Punkty | Punkty techniczne |
| ----------------- | - | - | ------ | ----------------- |
| Yosvany Sánchez   | 2 | 0 | 6      | 11                |
| Petyr Kasabow     | 1 | 1 | 3      | 3                 |
| Mariusz Dąbrowski | 0 | 2 | 1      | 2                 |

|                   |                   | Punkty | Punkty techniczne |
| ----------------- | ----------------- | ------ | ----------------- |
| Yosvany Sánchez   | Petyr Kasabow     | 3-0 PO | 4-0               |
| Mariusz Dąbrowski | Yosvany Sánchez   | 0-3 PO | 0-7               |
| Petyr Kasabow     | Mariusz Dąbrowski | 3-1 PP | 3-2               |

#### Grupa 3
| Zawodnik      | W | P | Punkty | Punkty techniczne |
| ------------- | - | - | ------ | ----------------- |
| Ivan Diaconu  | 1 | 1 | 4      | 7                 |
| Zaza Zazirow  | 1 | 1 | 4      | 6                 |
| Takahiro Wada | 1 | 1 | 4      | 6                 |

|               |               | Punkty | Punkty techniczne |
| ------------- | ------------- | ------ | ----------------- |
| Zaza Zazirow  | Takahiro Wada | 3-1 PP | 3-2               |
| Ivan Diaconu  | Zaza Zazirow  | 3-1 PP | 5-3               |
| Takahiro Wada | Ivan Diaconu  | 3-1 PP | 4-2               |

#### Grupa 4
| Zawodnik         | W | P | Punkty | Punkty techniczne |
| ---------------- | - | - | ------ | ----------------- |
| Lincoln McIlravy | 2 | 0 | 7      | 8                 |
| Yüksel Şanlı     | 1 | 1 | 4      | 9                 |
| Ibo Oziti        | 0 | 2 | 0      | 1                 |

|                  |                  | Punkty | Punkty techniczne |
| ---------------- | ---------------- | ------ | ----------------- |
| Ibo Oziti        | Lincoln McIlravy | 0-4 DQ | 4:39              |
| Yüksel Şanlı     | Ibo Oziti        | 3-0 PO | 6-0               |
| Lincoln McIlravy | Yüksel Şanlı     | 3-0 PP | 6-3               |

#### Grupa 5
| Zawodnik          | W | P | Punkty | Punkty techniczne |
| ----------------- | - | - | ------ | ----------------- |
| Arsen Gitinow     | 3 | 0 | 10     | 19                |
| Arajik Geworkian  | 2 | 1 | 9      | 23                |
| Edison Hurtado    | 1 | 2 | 3      | 3                 |
| Nikolaos Loizidis | 0 | 3 | 2      | 3                 |

|                   |                   | Punkty | Punkty techniczne |
| ----------------- | ----------------- | ------ | ----------------- |
| Arajik Geworkian  | Arsen Gitinow     | 1-3 PP | 1-3               |
| Nikolaos Loizidis | Edison Hurtado    | 0-3 PO | 0-3               |
| Arajik Geworkian  | Nikolaos Loizidis | 4-1 SP | 12-2              |
| Arsen Gitinow     | Edison Hurtado    | 4-0 ST | 11-0              |
| Arajik Geworkian  | Edison Hurtado    | 4-0 ST | 10-0              |
| Arsen Gitinow     | Nikolaos Loizidis | 3-1 PP | 5-1               |

#### Grupa 6
| Zawodnik             | W | P | Punkty | Punkty techniczne |
| -------------------- | - | - | ------ | ----------------- |
| Siarhiej Dziemczanka | 3 | 0 | 11     | 13                |
| Ałmaz Askarow        | 2 | 1 | 7      | 13                |
| Cameron Johnston     | 1 | 2 | 4      | 0                 |
| Rusłan Wielijew      | 0 | 3 | 1      | 1                 |

|                      |                      | Punkty | Punkty techniczne |
| -------------------- | -------------------- | ------ | ----------------- |
| Ałmaz Askarow        | Rusłan Wielijew      | 3-1 PP | 3-1               |
| Siarhiej Dziemczanka | Cameron Johnston     | 4-0 ST | 10-0              |
| Ałmaz Askarow        | Siarhiej Dziemczanka | 0-3 PO | 0-3               |
| Rusłan Wielijew      | Cameron Johnston     | 0-4 PA | WO                |
| Ałmaz Askarow        | Cameron Johnston     | 4-0 ST | 10-0              |
| Rusłan Wielijew      | Siarhiej Dziemczanka | 0-4 PA | WO                |

### Runda finałowa
|  | Ćwierćfinały     | Ćwierćfinały     | Ćwierćfinały |  |  | Półfinały            | Półfinały            | Półfinały     |   |              | Finał                | Finał                | Finał       |
|  |                  |                  |              |  |  |                      |                      |               |   |              |                      |                      |             |
|  | Daniel Igali     | Daniel Igali     | 3            |  |  |                      |                      |               |   |              |                      |                      |             |
|  | Yosvany Sánchez  | Yosvany Sánchez  | 1            |  |  | Daniel Igali         | Daniel Igali         | 6             |   |              |                      |                      |             |
|  | Ivan Diaconu     | Ivan Diaconu     | 1            |  |  | Lincoln McIlravy     | Lincoln McIlravy     | 3             |   |              |                      |                      |             |
|  | Lincoln McIlravy | Lincoln McIlravy | 3            |  |  |                      |                      |               |   | Daniel Igali | Daniel Igali         | 7                    |             |
|  |                  |                  |              |  |  |                      | Arsen Gitinow        | Arsen Gitinow | 4 |              |                      |                      |             |
|  |                  |                  |              |  |  | Arsen Gitinow        | Arsen Gitinow        | 3             |   |              |                      |                      |             |
|  |                  |                  |              |  |  | Siarhiej Dziemczanka | Siarhiej Dziemczanka | 2             |   |              | o 3 miejsce          | o 3 miejsce          | o 3 miejsce |
|  |                  |                  |              |  |  |                      |                      |               |   |              |                      |                      |             |
|  |                  |                  |              |  |  |                      |                      |               |   |              | Lincoln McIlravy     | Lincoln McIlravy     | 3           |
|  |                  |                  |              |  |  |                      |                      |               |   |              | Siarhiej Dziemczanka | Siarhiej Dziemczanka | 1           |

|  |                 |   |
|  | o 5 miejsce     |   |
|  |                 |   |
|  |                 |   |
|  |                 |   |
|  | Yosvany Sánchez | 6 |
|  | Yosvany Sánchez | 6 |
|  | Ivan Diaconu    | 3 |
|  | Ivan Diaconu    | 3 |
|  |                 |   |